# TSV Lingenfeld
Der TSV Lingenfeld (offiziell: Turn- und Sportvereinigung 03 Lingenfeld e.V.) ist ein Sportverein aus Lingenfeld im Landkreis Germersheim. Die erste Fußball-Mannschaft spielte eine Saison lang in der damals höchsten Amateurklasse Fußball-Landesliga Vorderpfalz.

## Geschichte

### Fußball
Die Fußballabteilung wurde im Jahr 1935 gegründet. Die 1. Mannschaft wurde im Jahr 1950 Gruppenmeister der Bezirksliga und stieg zur nächsten Saison in die Landesliga auf, welche damals als höchste Amateur-Spielklasse fungierte. Mit 10:46 Punkten und einem Torverhältnis von 41:103 stieg der Verein aber auch zur nächsten Saison gleich wieder ab. Im Jahr 1953 trennte sich dann ein Großteil der Abteilung vom Verein um den 1. FC Lingenfeld zu gründen. Dieser wurde im Jahr 1963 aber schon wieder aufgelöst und alle ehemalige Mitglieder schlossen sich dem TSV wieder an.
In der Saison 2003/04 spielte der Verein in der Bezirksklasse Mitte. In der Saison 2005/06 wurde die Mannschaft dann mit 63 Punkten Meister und stieg zur nächsten Saison in die Bezirksliga auf. In welcher in der ersten Saison sogar gleich der dritte Platz drin war. Nach der Saison 2012/13 stieg der Verein dann mit 24 Punkten auf dem drittletzten Platz der Tabelle wieder ab. Von nun an sollte die Mannschaft in der A-Klasse Rhein-Mittelhaardt spielen. Nach mehreren dritten Plätzen stand die TSV nach der Saison 2018/19 auf dem 13. Tabellenplatz. Dabei hatte die Mannschaft mit 35 Punkten genauso viele Punkte gesammelt wie die DJK-SV Phönix Schifferstadt II auf dem 14. Platz, darum ging es am 15. Juni 2019 in ein Entscheidungsspiel um den letzten Abstiegsplatz, wobei der TSV mit 2:0 unterlag. Damit stieg die Mannschaft in die B-Klasse ab.
Während der Corona-Pandemie zwischen 2020 und 2022 wurde der Amateurspielbetrieb mehrmals unterbrochen, die 1. Mannschaft der TSV konnte nach 50 ungeschlagenen Pflichtspielen in Folge in der Saison 2021/2022 wieder in die A-Klasse Rhein-Mittelhaardt aufsteigen in der sie bis heute spielt.